# Florian Roller
Florian Roller (* 16. November 1992 in Stuttgart) ist ein deutscher Leichtgewichts-Ruderer.

## Laufbahn
Roller startet seit 2010 für die "Stuttgarter Rudergesellschaft" von 1899. Seit 2020 trainiert er beim "Ruderverein Neptun" Konstanz. 2009 ist er für den Marbacher Ruderverein und bis 2009 für den Stuttgart-Cannstatter Ruder-Club angetreten.
Roller gewann 2013 Bronze im Leichtgewichts-Doppelvierer bei den U23-Weltmeisterschaften in Linz-Ottensheim. Im Folgejahr belegte er in derselben Bootsklasse den vierten Rang bei den Nachwuchs-Weltmeisterschaften. Er wechselte danach für eine Saison in den leichten Riemenbereich und gewann bei den Weltmeisterschaften 2015 auf dem Lac d’Aiguebelette in Frankreich die Goldmedaille mit dem Leichtgewichts-Achter (LM8+) gemeinsam mit Tobias Schad, Simon Barr, Torben Neumann, Tobias Franzmann, Stefan Wallat, Claas Mertens, Can Temel, und Stm. Felix Heinemann.
Bei den Weltmeisterschaften 2016 in Rotterdam gewann er die Goldmedaille im Leichtgewichts-Doppelvierer (LM4x) gemeinsam mit Johannes Ursprung, Cedric Kuhlbach und Patrik Stöcker. Dabei ließen sie den Vorjahresweltmeister aus Frankreich und die Weltbestzeitinhaber aus Griechenland hinter sich. Nach einer Wettkampfpause 2017 ruderte Roller 2018 wieder international im Leichtgewichts-Doppelvierer. Bei den Weltmeisterschaften 2018 in Plowdiw gewann er zusammen mit Joachim Agne, Max Röger und Moritz Moos erneut den Weltmeistertitel. 2021 und 2022 wurde er Weltmeister und 2023 Vizeweltmeister bei den Worldrowing Virtual Indoor Championships bei den Männern Leichtgewicht über 2000 m. Diese beiden Wettbewerbe wurden virtuell ausgetragen. Die Sportgeräte waren vernetzt, die Ruder über einen Video-Live-Stream miteinander verbunden.
2018 konnte Roller den Weltrekord im Indoor-Rowing über 30 Minuten in der Klasse Männer-Leichtgewicht 19–29 Jahre verbessern.

## Erfolge
- Weltmeister 2024 im Indoor Rowing 2000 m (LM)[3]
- Vizeweltmeister 2023 im Indoor Rowing 2000 m (LM)[4]
- Weltmeister 2022 im Indoor Rowing 2000 m (LM)[5]
- Weltmeister 2021 im Indoor Rowing 2000 m (LM)[6]
- Weltmeister 2018 im Leichtgewichts-Doppelvierer (LM4x)[7]
- Weltmeister 2016 im Leichtgewichts-Doppelvierer (LM4x)[7]
- Weltmeister 2015 im Leichtgewichts-Achter (LM8-)[7]
- Sommer-Universiade 2015, 7. Platz im Zweier ohne Steuermann (M2-)[8]
- U23-Weltmeisterschaften 2014, 4. Platz im Leichtgewichts-Doppelvierer (BLM4x)[7]
- U23-Weltmeisterschaften 2013, Bronze im Leichtgewichts-Doppelvierer (BLM4x)[7]
- Deutscher Meister 2014 im Leichtgewichts-Doppelzweier[9]
- Deutscher Meister 2013 im Leichtgewichts-Doppelzweier[9]
- Indoor Rowing-Weltrekord 2018 über 30 Minuten (Leichtgewichts-Männer, 19–29 Jahre)[10]

## Ehrungen
- Sportler des Jahres 2018 der Stadt Stuttgart[11]

## Belege
1. ↑  Virtual Indoor Rowing Championships
2. ↑  FISA Weltverband: World Rowing Indoor Championships 2022. In: World Rowing Indoor Championships 2022. FISA Weltverband, 2022, abgerufen am 1. März 2022 (englisch).
3. ↑  Peter Roller: 2024 World Rowing Indoor Championships, presented by Concept 2. In: 2024 World Rowing Indoor Championships, presented by Concept 2
Entries & Results. World Rowing, 24. Februar 2024, abgerufen am 20. Juni 2024 (englisch).
4. ↑  World Rowing - 2023 World Rowing Indoor Championships. Abgerufen am 29. August 2023 (englisch).
5. ↑  Ruder Weltverband FISA: (LM) Lightweight Men (LM) 2000 m. In: www.worldrowing.com. FISA Ruder Weltverband, 26. Februar 2022, abgerufen am 1. März 2022 (englisch).
6. ↑  FISA.ORG: World Rowing Indoor Championships. In: regatta.time-team.nl. FISA, 23. Februar 2021, abgerufen am 2. März 2021.
7. 1 2 3 4 5  Worldrowing (FISA): Weltmeisterschaft- und Weltcup Ergebnisse. Abgerufen am 4. Oktober 2018 (englisch).
8. ↑  Universiade Gwangju 2015. (PDF) In: www.worldrowing.com. Weltruderverband, abgerufen am 17. Januar 2018 (englisch).
9. 1 2  Wilfried Hoffmann: Deutsches Meisterschaftsrudern im Leichtgewichts-Doppelzweier der Männer. Übersicht der Medaillengewinner (Platz 1–3). In: www.rrk-online.de. Rüsselsheimer Ruder-Klub 08, abgerufen am 17. Januar 2018.
10. ↑  Indoorrowing Männer Leichtgewicht 19–29 Jahre. In: www.concept2.com. Concept2, abgerufen am 30. Januar 2018 (englisch).
11. ↑  Stadt zeichnet Sportpioniere und Sportler aus - Stuttgarter Sportlerin, Sportler und Mannschaft des Jahres 2018 gewählt. Abgerufen am 20. August 2020.

| Personendaten    | Personendaten     |
| ---------------- | ----------------- |
| NAME             | Roller, Florian   |
| KURZBESCHREIBUNG | deutscher Ruderer |
| GEBURTSDATUM     | 16. November 1992 |
| GEBURTSORT       | Stuttgart         |